# Oude gemeentehuis Emmen
Het oude gemeentehuis van Emmen in de provincie Drenthe was gelegen aan het Marktplein tegenover de Nederlands-hervormde kerk. Het gebouw was in 1875 als woonhuis gebouwd en werd later als gemeentehuis in gebruik genomen. In de nacht van 8 op 9 november 1975 brandde het gebouw nagenoeg helemaal af.

## Huis der gemeente
Bij het ontstaan van de gemeente Emmen in 1811 richtte de gemeenteraad voor vergaderingen en administratieve werkzaamheden een huis der gemeente in op een deel van de benedenverdieping van het oude hotel-café Wielens. Dit was gevestigd tegenover de huidige Rabobank. Door de groei van de verveningsactiviteiten in de gemeente breidde de administratieve functie zich uit, waardoor behoefte aan meer ruimte ontstond. Bovendien vond men dat bestuur, rechtspraak en cafébezoek niet samen konden gaan. Burgemeester en Wethouders stelden daarom voor om zelf een gebouw te kopen dat als gemeentehuis kon functioneren.
Het oog viel op het pand aan de Schoolstraat 7. De vraagprijs voor het huis was ƒ 11.500,- en er werd besloten om het pand te kopen. Het woonhuis werd verbouwd en op 11 april 1881 in gebruik genomen. Een gedeelte werd verhuurd aan de Staat der Nederlanden, om dienst te doen als zittingszaal voor de kantonrechter.

## Ruimtegebrek
Door een snelle bevolkingsgroei in de gemeente Emmen groeide de omvang van de gemeentelijke taken. De gemeenteraad besloot daarom dat sommige gemeentelijke activiteiten op een andere locatie plaats moesten vinden. In 1918 werd het Rijkslandbouwwinterschool aan de Boslaan in gebruik genomen voor zaken als trouwerijen, militaire keuringen en raadgeving. Verder werd als extra vergaderruimte de bovenzaal van logement Boer afgehuurd, ook gelegen aan de Markt.
Door het afhuren van andere locaties kon het gebrek aan ruimte onvoldoende worden opgevangen. Daarom besloten Burgemeester en Wethouders, tegen de zin van de raad, een prijsvraag uit te schrijven: wie het beste ontwerp van een nieuw gemeentehuis zou maken, zou een beloning ontvangen van ƒ1000,-. Deze prijsvraag leverde geen goed ontwerp op. Bovendien werd er in 1920 besloten dat vanwege de financiële gang van zaken de plannen beperkt werden tot slechts een verbouwing van het oude gemeentehuis. Door een bezwaar van de gemeente Emmen vond die verbouwing pas in 1929 plaats.

## Plannen voor nieuwbouw
Ondanks verbouwingen en de uitbreidingen verminderde het ruimtegebrek niet. Daarom werd er in 1937 door de Burgemeester en Wethouders opnieuw voorgesteld een nieuw gemeentehuis of een eventuele grondige verbouwing van het oude te realiseren. Ook dit voorstel bleef bij verbouwingen: voor een bedrag van ƒ 3700,- werd de raadzaal vergroot en de verlichting verbeterd. Tussen 1946 en 1956 werd er met hulp van Ir. J. J.M. Vegter uit Leeuwarden een plan gemaakt voor een nieuw gemeentehuis. De toenmalige gemeentearchitect Y. Dijkstra kreeg in 1956 de opdracht het ontwerp van het nieuwe gemeentehuis te maken. Hierbij rees de vraag of het nieuwe gebouw op de plaats van het oude gemeentehuis zou moeten komen te staan of op een geheel nieuwe locatie. Uiteindelijk werd er gekozen voor een nieuwe locatie.
Pas in 1964 werd dit plan door de burgemeester en wethouders besproken. In 1965 kwam de vraag aan de orde of het een paviljoenbouw zou worden of een bestuurspark. Besloten werd tot de bouw van een bestuurspark aan de overzijde van de Hondsrugweg. Hierdoor ontstond echter wel het probleem van het oversteken van de drukke weg. In 1966 leidde dit tot plannen voor het ‘bruggebouw’. Tevens ging in dat jaar de gemeenteraad akkoord met de bouw van het nieuwe gemeentehuis.

## Brand in het oude gemeentehuis
In 1974 werd besloten om het oude gemeentehuis, op het voorhuis na, af te breken. Er werd gezocht naar nieuwe gebruikers voor het te behouden gedeelte. Van een andere bestemming is het echter niet meer gekomen omdat het pand in de nacht van 8 op 9 november 1975 afbrandde. Sloop van het gebouw was daarna onvermijdelijk. Een stuk sierplafond is het enige wat nog van het oude gemeentehuis rest, het hangt tegenwoordig in het trappenhuis van het nieuwe gemeentehuis.

## Herinneringsmonument
Op 25 juni 2014 maakte de gemeente Emmen bekend dat er een symbolische poort als kunstwerk zal worden geplaatst op de plek waar de ingang van het oude gemeentehuis van Emmen gevestigd was.
 Op 4 februari 2015 werd dit monument geplaatst op het huidige Marktplein.